# Taneytown
Taneytown és una població dels Estats Units a l'estat de Maryland. Segons el cens del 2000 tenia 5.128 habitants.

## Demografia
Segons el cens del 2000, Taneytown tenia 5.128 habitants, 1.786 habitatges, i 1.387 famílies. La densitat de població era de 687,5 habitants per km².
Dels 1.786 habitatges en un 47,9% hi vivien nens de menys de 18 anys, en un 56,1% hi vivien parelles casades, en un 15,6% dones solteres, i en un 22,3% no eren unitats familiars. En el 17,6% dels habitatges hi vivien persones soles el 7,1% de les quals corresponia a persones de 65 anys o més que vivien soles. El nombre mitjà de persones vivint en cada habitatge era de 2,87 i el nombre mitjà de persones que vivien en cada família era de 3,22.
Per edats la població es repartia de la següent manera: un 34,1% tenia menys de 18 anys, un 7,3% entre 18 i 24, un 35,4% entre 25 i 44, un 15,7% de 45 a 60 i un 7,5% 65 anys o més.
L'edat mediana era de 31 anys. Per cada 100 dones de 18 o més anys hi havia 90,7 homes.
La renda mediana per habitatge era de 42.820 $ i la renda mediana per família de 49.615 $. Els homes tenien una renda mediana de 31.862 $ mentre que les dones 24.261 $. La renda per capita de la població era de 16.258 $. Entorn del 9% de les famílies i l'11,5% de la població estaven per davall del llindar de pobresa.

## Poblacions més properes
El següent diagrama mostra les poblacions més properes.